# South Haven (Kansas)
South Haven é uma cidade localizada no estado americano de Kansas, no Condado de Sumner.

## Demografia
Segundo o censo americano de 2000, a sua população era de 390 habitantes.
Em 2006, foi estimada uma população de 361, um decréscimo de 29 (-7.4%).

## Geografia
De acordo com o United States Census Bureau tem uma área de
2,1 km², dos quais 2,1 km² cobertos por terra e 0,0 km² cobertos por água. South Haven localiza-se a aproximadamente 342 m acima do nível do mar.

## Localidades na vizinhança
O diagrama seguinte representa as localidades num raio de 28 km ao redor de South Haven.